# Blättlinge
Die Blättlinge (Gloeophyllum) sind eine Pilzgattung aus der Ordnung der Blättlingsartigen (Gloeophyllales).

## Merkmale

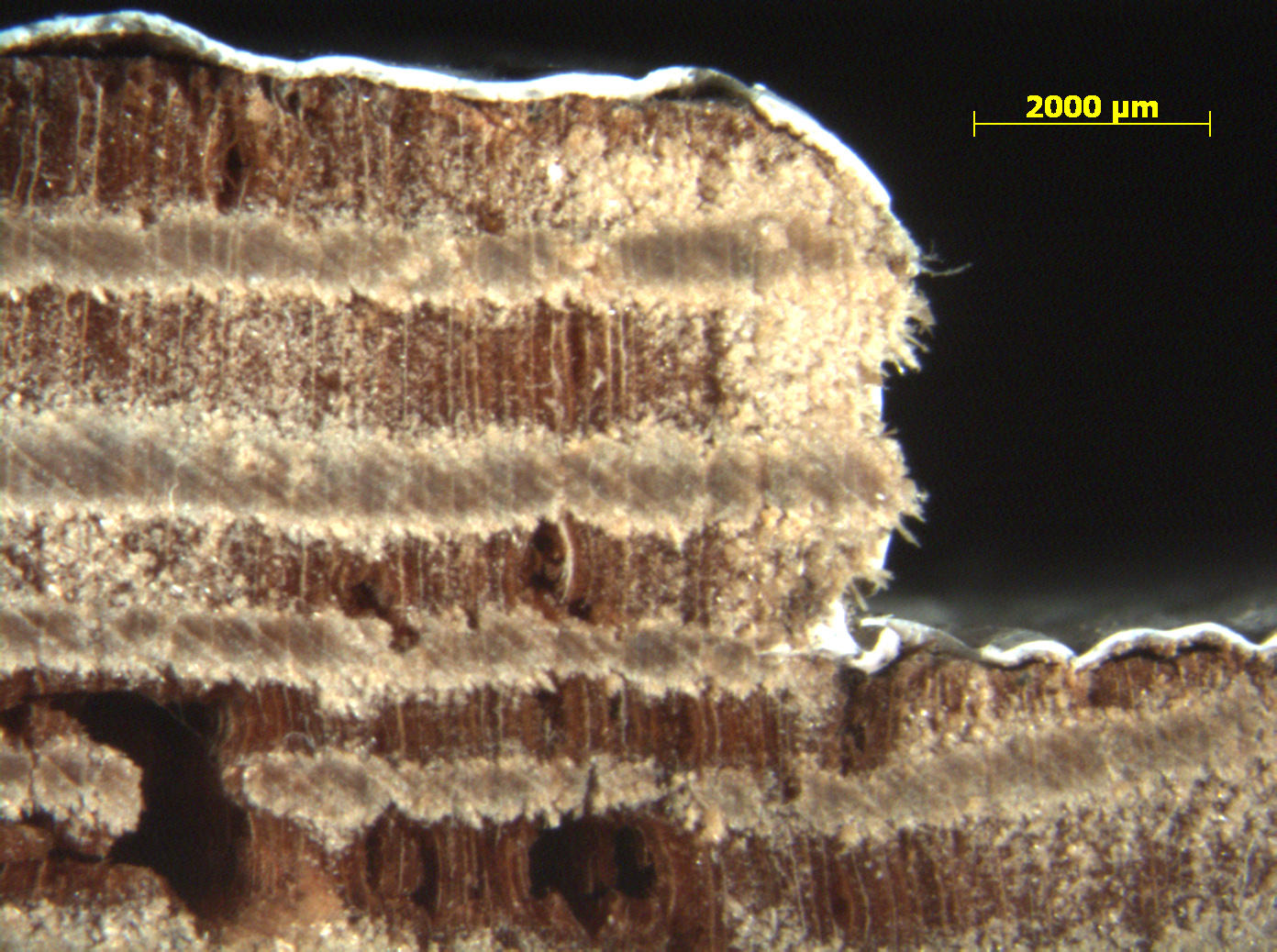
Zerstörungen durch den Blättling überwiegend im Frühholz eines Fensterquerschnittes

Die Fruchtkörper sind lederig bis holzig, meist pileat (hutförmig) bis diffus reflex, die Oberfläche ist wulstig gezont und kann glatt oder filzig sein. Das Hymenophor ist je nach Art lenzitoid (lamellenförmig),  daedaloid (labyrinthisch) oder als Übergang von daedaloid zu polyporoid (porenförmig) geformt. Die Trama der Fruchtkörper ist braun bis leuchtend rostbraun, die Farbe wird durch den Farbstoff Trametin hervorgerufen.

## Ökologie
Es handelt sich um holzbewohnende Saprobionten, die an Laub- und Nadelholz vorkommen und intensive Braunfäule hervorrufen. Einzelne Arten sind sehr trockenheitsresistent und können stark sonnen- und windexponierte Hölzer bewohnen.

## Arten
Die Gattung umfasst nach Krieglsteiner weltweit 5 Arten, Dörfelt bescheinigt ihr 10 Spezies. Da früher ebenfalls zur Gattung Gloeophyllum gehörenden Arten mit rein porigem Hymenophor – wie z. B. der Fenchelporling – in die eigene Gattung Osmoporus gestellt wurden, kommen in Europa damit nur noch drei Arten vor.
| Deutscher Name   | Wissenschaftlicher Name | Autorenzitat                                 |
| ---------------- | ----------------------- | -------------------------------------------- |
| Tannen-Blättling | Gloeophyllum abietinum  | (Bulliard 1789 : Fries 1821) P. Karsten 1882 |
| Zaun-Blättling   | Gloeophyllum sepiarium  | (Wulfen 1786 : Fries 1821) P. Karsten 1882   |
| Balken-Blättling | Gloeophyllum trabeum    | (Persoon 1801 : Fries 1821) Murrill 1908     |

## Systematik
Innerhalb der Ordnung der Blättlingsartigen (Gloeophyllales) sind die Blättlinge das Schwestertaxon zur Gattung Neolentinus, deren Vertreter teils auch in Europa vorkommen, wie z. B. der Schuppige Sägeblättling (Neolentinus lepideus) oder auch der Harzige Sägeblättling (Neolentinus adhaerens). Weitere, eng verwandte Gattungen sind Heliocybe und Hispidaedalea. Die Vertretern der Gattung Neolentinus teils äußerlich sehr ähnlichen Arten der Gattung Lentinus sind Weißfäuleerreger und nicht nahe verwandt, sondern gehören in die Ordnung der Stielporlingsartigen (Polyporales). Alle Vertreter der Gloeophyllales und damit auch der Gloeophyllaceae sind Braunfäulerreger.
Die früher ebenfalls in die Gattung Gloeophyllum gestellten Vertreter der Gattung Osmoporus sind näher mit den Gattungen Griseoporea, Veluticeps und Chaetodermella verwandt.